# Râul Gheboasa
Râul Gheboasa este un curs de apă, afluent al râului Mălina. 